# Maria Jessica Martinez
María Jessica Martínez (Posadas, el 17 de setembre de 1992) és una model i periodista argentina. Va ser coronada com a Miss Argentina el 2008 i el 2009 posicionada com una de les joves favorites pel diari espanyol 20 minutos.

## Biografia
Va néixer a Posadas, Missions. Va començar la seva carrera com a model als 14 anys i va arribar a la cimera al consagrase Miss Argentina el 2008. Ha treballat per a marques de texans als Estats Units i Colòmbia. Va estudiar lletres a la Universitat Nacional de Missions i després es va iniciar com a presentadora de notícies en un canal local a la Ciutat de Posades, Missions.
Des del 2012 s'exerceix com a periodista de Ràdio i televisió. El 2022 la model va ser reconeguda per la Revista Internacional de Models Somnis com la noia amb bellesa, després de la corona com la més bonica del seu país a Miss Argentina 2008.
El 2019 signa contracte amb la Ràdio El Mundo AM 1070 i comença entrevistes independents.El 2019 Martínez va entrevistar l'historiador argentí Alberto Lettieri a Ràdio El Mundo, i el gener del 2022 va entrevistar l'exsecretari de Comerç Interior argentí Guillermo Moreno a Cafè sense filtre Canal AMEP.